# Когурэ, Митиё
Митиё Когурэ (木暮実千代; 31 января 1918 — 13 июня 1990) — японская актриса. В период с 1939 по 1984 гг. снялась в 89 фильмах.

## Избранная фильмография
- Пьяный ангел (1948, реж. Акира Куросава)
- Голубые горы (1949, реж. Тадаси Имаи)
- Portrait of Madame Yuki (1950, реж. Кэндзи Мидзогути)
- Повесть о Гэндзи (1951, реж. Кодзабуро Ёсимура)
- Rikon (1952, реж. Масахиро Макино)
- Вкус риса с зелёным чаем (1952, реж. Ясудзиро Одзу)
- Гейша (1953, реж. Кэндзи Мидзогути)
- Самурай 2: Дуэль у храма (1955, реж. Хироси Инагаки)
- Night School (1956, реж. Исиро Хонда)
- Район красных фонарей (1956, реж. Кэндзи Мидзогути)
- Sisters of the Gion (1956, реж. Хиромаса Номура)
- Freelance Samurai (1957, реж. Кэндзи Мисуми)
- The Loyal 47 Ronin (1958, реж. Кунио Ватанабэ)
- Akō Rōshi (1961, реж. Садацугу Мацуда)
- Мужчине живётся трудно. Фильм 23: Парящий в воздухе Торадзиро (1979, реж. Ёдзи Ямада)